# Ostedes variegata
Ostedes variegata är en skalbaggsart som beskrevs av Aurivillius 1913. Ostedes variegata ingår i släktet Ostedes och familjen långhorningar.
Artens utbredningsområde är Sarawak. Inga underarter finns listade i Catalogue of Life.